# 유령은 서쪽으로 간다
유령은 서쪽으로 간다(The Ghost Goes West)는 영국에서 제작된 르네 클레르 감독의 1935년 영화이다. 로버트 도냇 등이 주연으로 출연하였고 알렉산더 코르다 등이 제작에 참여하였다.

## 출연

### 주연
- 로버트 도냇
- 진 파커

### 조연
- 유진 팔렛
- 엘자 란체스터
- 에버리 그레그
- 모턴 셀튼
- 허버트 로마스
- 헤이 페트리

## 제작진
- 의상: 존 암스트롱
- 의상: 린 허버트